# Вино (Гросупље)
Вино  (словен. Vino) мало насеље у општини Гросупље у централној Словенији покрајина Долењска. Општина припада регији Средишња Словенија.
Налази се на надморској висини 405,4 м, површине 2,05 км². Приликом пописа становништва 2002. године насеље је имало 120 становника.
Локална црква посвећена Светом Стефану и припада парохији Свети Јуриј. Подигнута је готском стилу у 14. веку са каснијим додацима. Црква се налази на југозападном делу насеља Вино на главном путу Смјерене—Удје.